# Prunus rehderiana
Prunus rehderiana är en rosväxtart som beskrevs av Emil Bernhard Koehne. Prunus rehderiana ingår i släktet prunusar, och familjen rosväxter. Inga underarter finns listade i Catalogue of Life.